# Europese Federalistische Partij (2011-heden)
De Europese Federalistische Partij (EFP) was een pro-Europese, pan-Europese en federalistische Europese politieke alliantie en sinds 2016 een Franse politieke partij. Deze staat voor de verdere integratie van Europa, de Europese Unie en de creatie van een federaal Europa. De Europese Federalistische Partij werd opgericht op 6 november 2011 in Parijs als een samenvoeging tussen "Europe United" en de "Parti fédéraliste" (Frankrijk). De partij streeft ernaar om alle Europeanen te verenigen en om het Europees federalisme te promoten.
De Nederlandse tak van de Europese Federalistische Partij werd opgericht op 17 mei 2012 om een positiever, Europees, geluid in de Nederlandse politiek te laten klinken. Daarnaast is de EFP ook actief in België, Duitsland, Frankrijk, Griekenland, Italië, Nederland, Oostenrijk, Spanje, Tsjechië en het Verenigd Koninkrijk.
Bij de Europese Parlementsverkiezingen 2014 in België op 24 mei diende de EFP een lijst in voor het Franse kiescollege in België onder de naam “Stand up U.S.E.”, maar de behaalde stemmen volstonden niet voor een zetel in het Europees Parlement.